# Chrysopa nigricornis
Chrysopa nigricornis är en insektsart som beskrevs av Hermann Burmeister 1839. Chrysopa nigricornis ingår i släktet Chrysopa och familjen guldögonsländor. Inga underarter finns listade i Catalogue of Life.